# Эйрдрионианс
Не путать с одноимённым клубом (1878—2002)
«Эйрдрио́нианс» (англ. Airdrieonians F.C.) — шотландский футбольный клуб из города Эрдри (Северный Ланаркшир).
Клуб был образован после расформирования предыдущей городской команды «Эйрдрионианс» из-за крупных долгов. Клуб претендовал на место в шотландской лиге, освобождённое предшественниками, но ходатайство было отклонено в пользу клуба «Гретна», до этого выступавшего в английской лиге. Это привело президента клуба Джима Баллантайна к решению выкупить бедствующий клуб второго дивизиона «Клайдбанк», перевезти его в Эрдри и переименовать в «Эйрдри Юнайтед». Хотя это означает, что клуб официально продолжатель «Клайдбанка», но они почти повсеместно приняты, как преемники «старого» «Эйрдрионианса», в то время как «Клайдбанк» был воссоздан своими болельщиками и вступил в юниорскую лигу.
В 2013 году клуб официально сменил название на «Эйрдрионианс».
В настоящий момент их главным тренером является бывший игрок и тренер молодёжного состава «старого» «Эйрдрионианса» Джимми Бойл.

## Достижения
Второй дивизион шотландской футбольной лиги
- Победитель (1): 2003/04
- Второе место (1): 2007/08

Шотландский Кубок вызова
- Победитель (1): 2008/09
- Финалист (1): 2003/04